# 酸爵士

一張輯錄酸爵士名曲的專輯

酸爵士（英語：Acid jazz，又譯迷幻爵士；律动爵士乐或旋味爵士乐；爵士音乐俱乐部）（見#名稱段落），源於英國英格蘭南部，是爵士樂的一種分支音樂類型，結合了部分靈魂樂、放克音樂（Funk）和的士高成分，尤其是循環拍子和調式和聲方面。
它在1980年-1990年間開始發展，由最初類似爵士放克風格，轉型至類似電子舞曲和波普音樂的混合。
吉爾斯·彼得森（Gilles Peterson）和埃迪·皮爾勒（Eddie Piller）也成立了一家同樣名為「酸爵士唱片」（Acid Jazz Record，簡稱 Acid Jazz）的英國唱片公司，旗下歌手皆會唱酸爵士音樂。唱片公司願意專為酸爵士出唱片，可見它很受歡迎。
酸爵士包含很多電子音樂元素，而且很適合作現場即興改版演出，所以歌手都很喜歡在其演唱會演唱酸爵士歌曲。英格蘭樂隊「匿名者」（Incognito）和「新重騎兵」（Brand New Heavies）的演唱尤其著重酸爵士的和弦特質。
酸爵士的發展也可算作爵士放克、靈魂爵士的復興。因為多種樂器可作現場即興演出，加上酸爵士特殊的編曲模式，讓唱片騎師的「刮擦」技術得以體現 ─ 這協助諾曼·傑伊（Norman Jay）、吉爾斯·彼得森、帕特里克·福奇（Patrick Forge）等唱片騎師打響知名度。
酸爵士的常用樂器包括：色士風、小號、长号、單簧管、鋼琴、結他、低音提琴、鼓。（詳見「常用樂器」段落）

## 名稱
「Acid」一字多義,最為人熟知的意思是「酸」。不過，英語「Acid Jazz」的「Acid」是迷幻藥麦角酸二乙酰胺（LSD）的俚語，所以「Acid Jazz」的正確譯名應為「迷幻爵士」；但人們大多不知「Acid」的真正意義，曲解為「酸」，以致產生「酸爵士」的誤譯。

## 起源
在1970年代後期的英格蘭南部，樂器互動產生的推進性搖擺節奏（Groove）在夜總會逐漸流行，傳入各地形成成多種風格。例如在倫敦，最流行的風格叫倫敦摩德（London mod （页面存档备份，存于））音樂。這時期的酸爵士和北方靈魂音樂（Northern Soul）有不同風格，但兩者也有一點相似。
如是,「酸爵士」這個用語就開始出現在日常談話中。但實際上，在俱樂部演出的酸爵士和真正的酸爵士根本是兩碼子的事。在當時，假和真的酸爵士只能共用「酸爵士」一詞，無從區別。新聞記者都對這音樂類型很混淆，他們嘗試聯絡曾經熱愛唱倫敦摩德的歌手，尤其是埃迪·皮爾勒和詹姆斯·泰勒四重奏 （James Taylor Quartet，以風琴手詹姆斯·泰勒為首的組合）。某些雜誌以「酸爵士模塊」（Acid Jazz Mods）為題撰文分析，卻惹惱了酸爵士和摩德音樂支持者，指它曲解了酸爵士和摩德音樂。
英國雜誌《Straight No Chaser》對酸爵士的評論可被視為一個值得參考的量度尺。亦有不少衣服製造商為酸爵士歌手設計服裝（當然酸爵士並沒有任何標準裝束）。
通常酸爵士表演場地都會分為兩邊：喜歡懷舊歌手唱原始爵士樂和靈魂樂的一邊；喜歡唱片公司最近簽約的新樂隊唱酸爵士的一邊。這就是當時的人支持歌手的方法，但卻令到懷舊樂隊逐漸式微。之後在1990年代英國，有些樂隊嘗試把嘻哈音樂和叢林音樂（Jungle music）以酸爵士形式融合演出。這已被現代音樂評論家輕蔑，指這是「為爵士樂加入新鮮感的錯誤嘗試，遠離正途音樂」。
儘管「酸爵士」一詞在先前已被創造，但一般認為DJ吉爾斯·彼得森和克里斯·班斯（Chris Bangs）在1987年倫敦卡姆登（Camden）某家夜總會裡，口中所謂的「酸爵士」才是已成形、受廣泛認同的酸爵士。吉爾斯·彼得森在英國廣播公司電台第一台（BBC Radio 1）中介紹自己時，明言他認為「酸爵士」一詞源自哪兒：「我們播放這張稀有的古舊7英吋黑膠唱片 ─ 歌曲都是不依拍子地彈瘋狂搖滾結他作前奏的推進性搖擺節奏歌（Groove）。我嘗試加速播放播，令到聲音變得扭曲。克里斯·班斯透過麥克風對我說：『如果有酸浩室（Acid House，比酸爵士更早產生的音樂類型），這個一定是酸爵士』這就是『酸爵士』一詞的起源，就像笑話一般!」

## 常用樂器

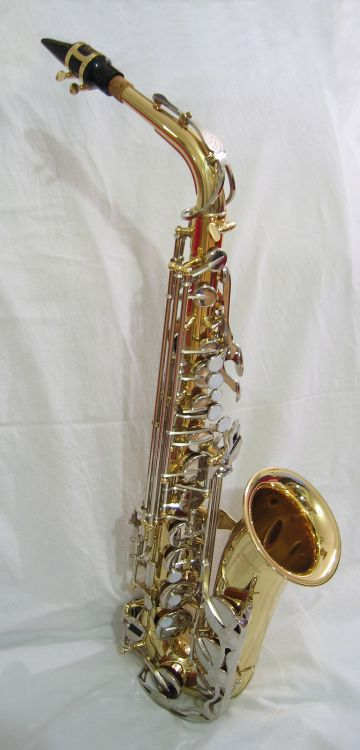
色士風
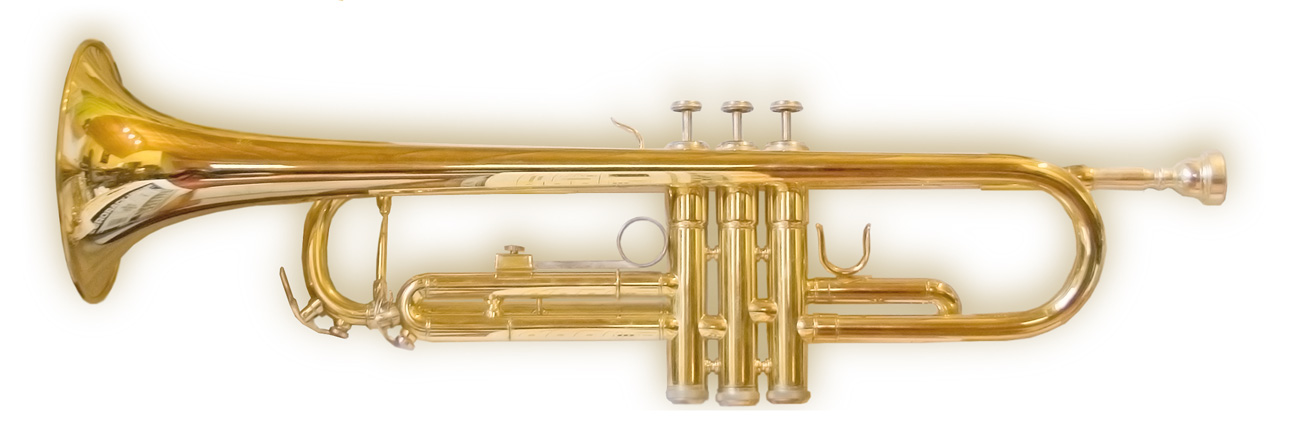
小號
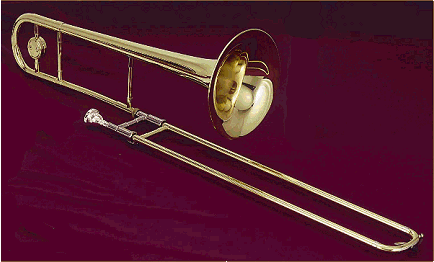
長號
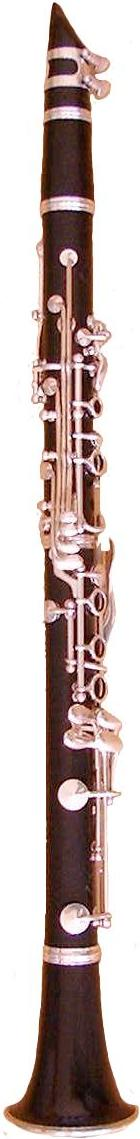
單簧管
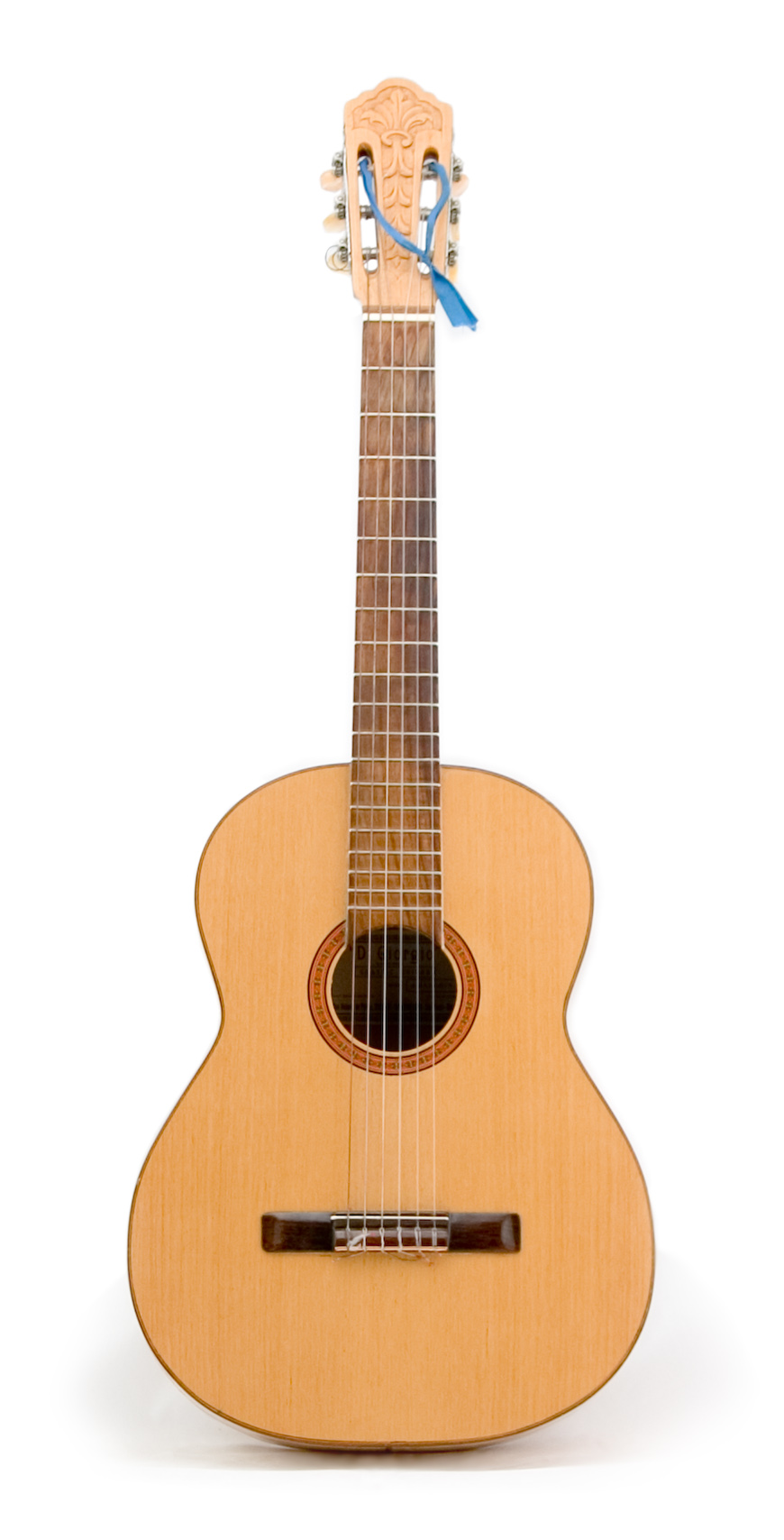
結他
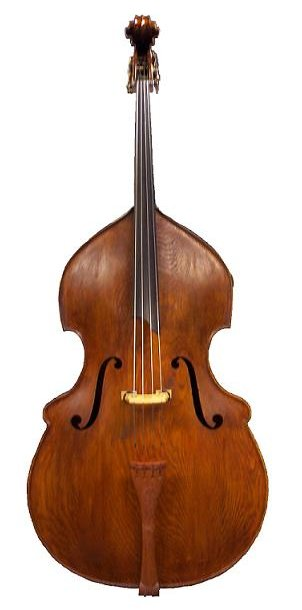
低音提琴
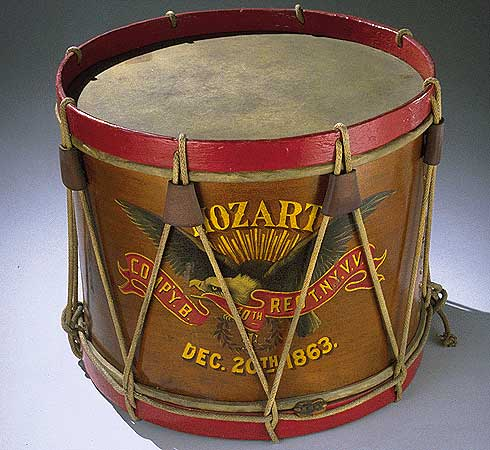
鼓
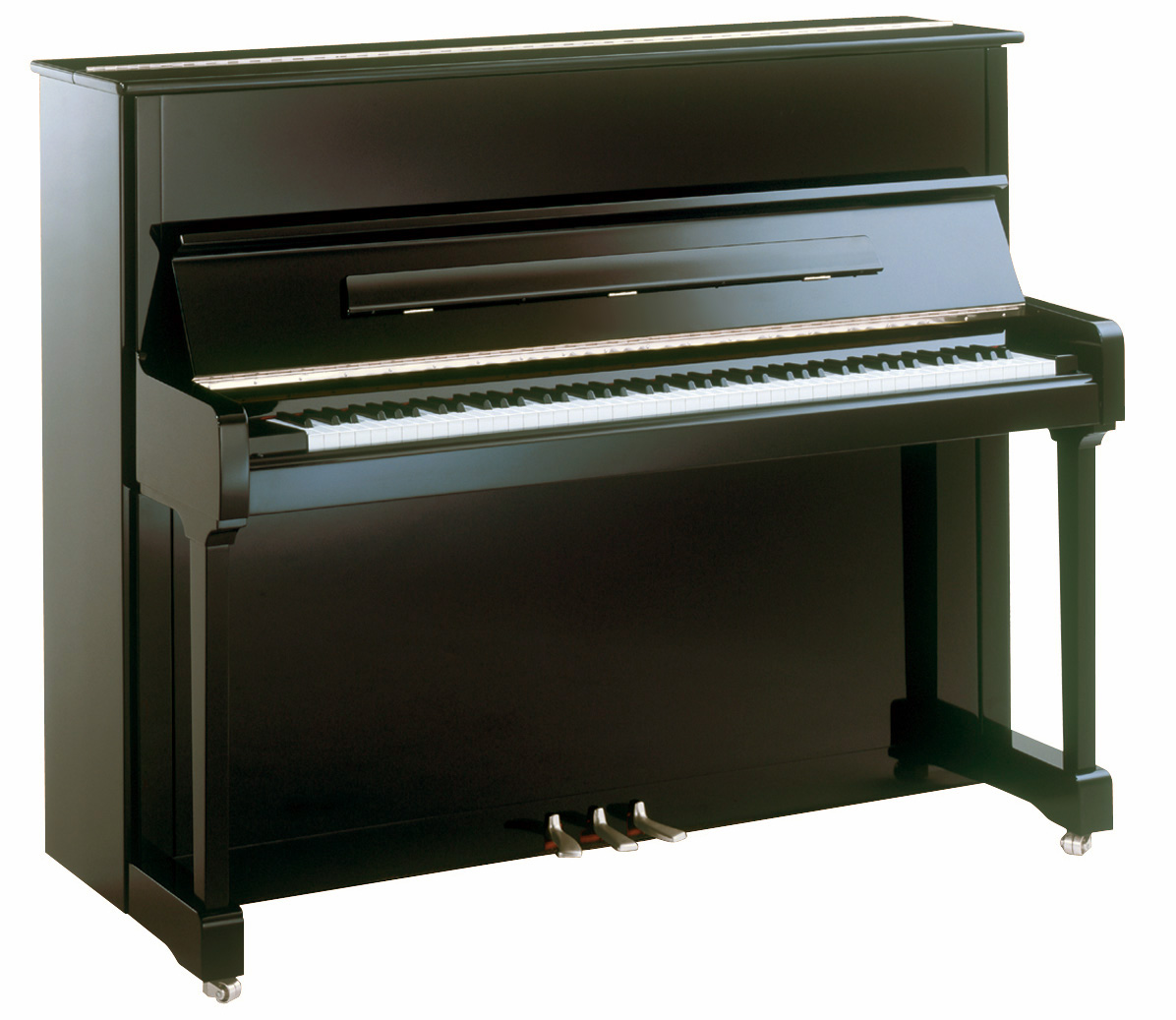
鋼琴

## 酸爵士國際化
雖然流行於1990年代美國的爵士樂是爵士浩室（Jazz-house）和爵士說唱（Jazz Rap），尤以探索一族（A Tribe Called Quest）、黑羊（Black Sheep）、叢林兄弟（Jungle Brothers）為代表。酸爵士在當時尚未普及，但酸爵士樂團Brand New Heavies和上述三樂團齊名，可謂突破成功。日本最著名的酸爵士樂團是。英國最著名的酸爵士樂隊是馬德斯基馬汀與伍德（Medeski, Martin & Wood）。

## 酸爵士樂團／歌手
- 探索一族（A Tribe Called Quest）
- 阿蒙·托賓（Amon Tobin）
- 伯納德·珀迪（Bernard Purdie）
- Brand New Heavies
- 石英明（DJ KRUSH）
- 爵士四人行銷（Fourplay）
- 傑米羅奎（Jamiroquai）
- 傑·迪拉（J Dilla）
- Jazztronik（野崎良太）
- 馬克·法里納（Mark Farina）
- 強烈撞擊（Massive Attack）
- 馬德斯基馬汀與伍德（Medeski, Martin & Wood）
- Monday Michiru
- 保羅·莫蘭（Paul Moran）
- 皮特·洛克（Pete Rock）
- 菲爾·戴維斯（Phil Davids）
- 隆尼·喬丹（Ronny Jordan）
- 羅伊·埃爾斯（Roy Ayers）
- 聖日耳曼（Saint Germain）
- 貓帝國（The Cat Empire）
- 水晶方式（The Crystal Method）
- 盜竊集團（Thievery Corporation）
- 托斯卡（Tosca）
- 久保田利伸
- 
- Us3
- 零七（Zero 7）

### 延伸讀物
數碼音訊CD：
- 《The Acid Jazz Test》 （页面存档备份，存于）（出版商：Moonshine Music 美國加州洛杉磯，1994年）
- 《Acid Jazz, Collection Two》 （页面存档备份，存于）（出版商：Scotti Bros. Records 美國加州聖塔莫尼卡，1991年）

## 外部連結
- Acidjazz.com - 酸爵士入口 （页面存档备份，存于）
- 克里斯·亨特在1988年撰文《什麼是酸爵士？》 （页面存档备份，存于）
- 加州大學聖迭戈分校的酸爵士網頁目錄
- 酸爵士頻道 ─ 不斷提供酸爵士視頻供分享 （页面存档备份，存于）
- 酸爵士歌曲試聽
- 酸爵士 Blog （页面存档备份，存于）